# Katarina Srebotnik
Katarina Srebotnik, född den 12 mars 1981 i Slovenj Gradec, Slovenien, dåvarande Jugoslavien, är en slovensk högerhänt före detta professionell tennisspelare. Hon har haft störst framgångar som dubbelspelare.

## Tenniskarriären
Katarina Srebotnik blev professionell spelare på WTA-touren 1999. Hon har till oktober 2007 vunnit 4 singel- och 15 dubbeltitlar på touren och dessutom 6 singel- och 19 dubbeltitlar i ITF-arrangerade turneringar. Bland meriterna märks tre titlar i mixed dubbel i Grand Slam-turneringar och ytterligare tre finaler i vardera dubbel och mixed dubbel. Hon rankades som bäst på 20:e plats i singel (augusti 2006) och på 5:e plats i dubbel (juli 2007). Hon har hittills (oktober 2007) spelat in 3 060 937 US dollar i prispengar.
Srebotnik vann sin första singeltitel på WTA-touren 1999 (Estoril) genom finalseger över ungerskan Rita Kuti Kis. Säsongen 2002 vann hon sin andra singeltitel (Acapulco, finalseger över Paola Suarez). Säsongen 2005 vann hon två titlar (Aukland, finalbesegrade Shinobu Asagoe och Nordic Light Open i Stockholm, finalbesegrade Anastasia Myskina). 
Dubbeltitlarna på WTA-touren har hon vunnit tillsammans med flera olika spelare, bland andra landsmaninnan Tina Krizan (4 titlar), japanskan Shinobu Asagoe (3 titlar), ryskan Dinara Safina (2 titlar) och svenskan Åsa Svensson (1 titel). 
Särskilt under de senaste säsongerna har Srebotnik haft stora framgångar i dubbel. Säsongen 2006 nådde hon dubbelfinalen i US Open tillsammans med Safina och 2007 deltog hon tillsammans med Ai Sugiyama i dubbelfinalerna i Franska öppna och Wimbledonmästerskapen dock utan att lyckas ta någon titel. 
Däremot vann Srebotnik GS-titlarna i mixed dubbel i Franska öppna 1999 (med sydafrikanen Piet Norval) och 2006 (med serben Nenad Zimonjić) och US Open 2003 (med amerikanen Bob Bryan). Hon har dessutom spelat tre mixed dubbelfinaler, senast i Franska öppna 2007 med Zimonjic.  
Srebotnik deltog i det slovenska Fed Cup-laget 1997, 1999-2001 och 2003-05.

## Spelaren och personen
Katarina Srebotnik tränas sedan 2004 av Biljana Veselinovič som tidigare varit serbisk Fed Cup-tränare.
Vid sidan av tennis tycker Srebotnik om skidåkning, bordtennis och simning. Hon tycker också om att lyssna på musik, läsa böcker och att umgås med vänner. Beundrar Monica Seles.

## Grand Slam-titlar
- Franska öppna
  - Mixed dubbel - 1999 (med Piet Norval), 2006 (med Nenad Zimonjic)
- US Open
  - Mixed dubbel - 2003 (med Bob Bryan)

## Övriga titlar påWTA-touren
- Singel
  - 2005 - Auckland, Stockholm
  - 2002 - Acapulco
  - 1999 - Estoril
- Dubbel
  - 2007 - Gold Coast (med Dinara Safina), Amelia Island (med Mara Santangelo), Toronto (med Ai Sugiyama)
  - 2006 - Antwerpen (med Dinara Safina), Amelia Island (med Shinobu Asagoe)
  - 2005 - Auckland (med Shinobu Asagoe), Stockholm, Budapest, Hasselt (alla med Emilie Loit)
  - 2004 - Tokyo (med Shinobu Asagoe)
  - 2003 - Bogotá (med Åsa Svensson)
  - 2001 - Hawaii (med Tina Krizan)
  - 2000 - Estoril (med Tina Krizan)
  - 1999 - Antwerpen (med Laura Golarsa), Palermo (med Tina Krizan),
  - 1998 - Makarska (med Tina Krizan)